# Población de Arriba
Población de Arriba es una localidad del municipio de Valderredible (Cantabria, España). Está localizada a 1010 m s. n. m., y dista 25 km de la capital municipal, Polientes. En el año 2024 contaba con una población de 8 habitantes (INE). 

## Paisaje y naturaleza
Los alrededores de La Población de Arriba están ocupados por un extenso pastizal de altura que alimenta a una menguada cabaña ganadera de vacuno, Sin embargo, el aspecto desnudo del entorno no se debe tanto a las prácticas de ganadería extensiva de la actualidad, sino, más bien, a la fuerte deforestación sufrida durante el siglo pasado, a causa de las elaboración de carbón vegetal a partir de la madera que se obtenía de los bosques cercanos, en especial del Monte Hijedo. Afortunadamente, una importante extensión de este valioso ecosistema que se salvó se la quema, y nunca mejor dicho, se conserva casi intacta al norte del vecino pueblo de La Serna. Hay buenos tejos centenarios en el recinto del cementerio.

## Patrimonio histórico
Como ocurre en casi todos los pueblos altos de Valderredible la arquitectura doméstica se mantiene aún dignamente, formando un bello conjunto.
La iglesia de la Magdalena es del siglo XIX y mantiene las constantes de la arquitectura barroca religiosa, en la sencillez estructural y la desornamentación.
- Datos: Q9061207